# Рудольф Туссен
Рудольф Туссен (нім. Rudolf Toussaint; 2 травня 1891, Егглькофен — 1 липня 1968, Мюнхен) — німецький художник і офіцер, генерал піхоти вермахту (1 вересня 1943).

## Біографія
Вивчав живопис у Відні. 21 вересня 1911 року поступив у піхоту. Учасник Першої світової війни. Після демобілізації армії залишений у рейхсвері. В 1930–34 роках — співробітник відділу іноземних армій (Т3) військового міністерства. З 1 квітня 1938 року — військовий аташе в Празі, з 1 квітня 1939 року — в Белграді. В 1941 році після початку війни з Югославією покинув Белград. З 1 листопада 1941 року — командувач військами в протектораті Богемії і Моравії і військовим округом Богемії і Моравії. З 1 вересня 1943 року — уповноважений генерал вермахту в Італії, контролював усі формування Італійської Соціальної Республіки. З 26 липня 1944 року — уповноважений вермахту в протектораті Богемії і Моравії. В травні 1945 року — комендант Праги, намагався організувати опір, але згодом покинув місто і втік у Плзень, де здався американцям. Після війни переданий чеській владі. В 1948 році засуджений до довічного ув'язнення. В 1955 році погодився на співпрацю з спецслужбами ЧССР, після звільнення і повернення у ФРН в 1961 році регулярно передавав інформацію про військове і політичне становище в країні. В 1964 році припинив спілкування зі спецслужбами.

## Нагороди
- Медаль принца-регента Луїтпольда
- Залізний хрест 2-го і 1-го класу
- Орден «За заслуги» (Баварія) 4-го класу з мечами
- Нагрудний знак «За поранення» в чорному
- Почесний хрест ветерана війни з мечами
- Медаль «За вислугу років у Вермахті» 4-го, 3-го, 2-го і 1-го класу (25 років)
- Медаль «У пам'ять 1 жовтня 1938» із застібкою «Празький град»
- Застібка до Залізного хреста 2-го і 1-го класу
- Орден «Святий Олександр», офіцерський хрест (Болгарія)
- Хрест Воєнних заслуг 2-го і 1-го класу з мечами
- Орден Зірки Румунії, командорський хрест із зіркою